# Imiut (fetiche)
| Z11 | m | w | t · Aa2 |

| Z11 | m | w | t · Aa2 |

Fetiche imiut.

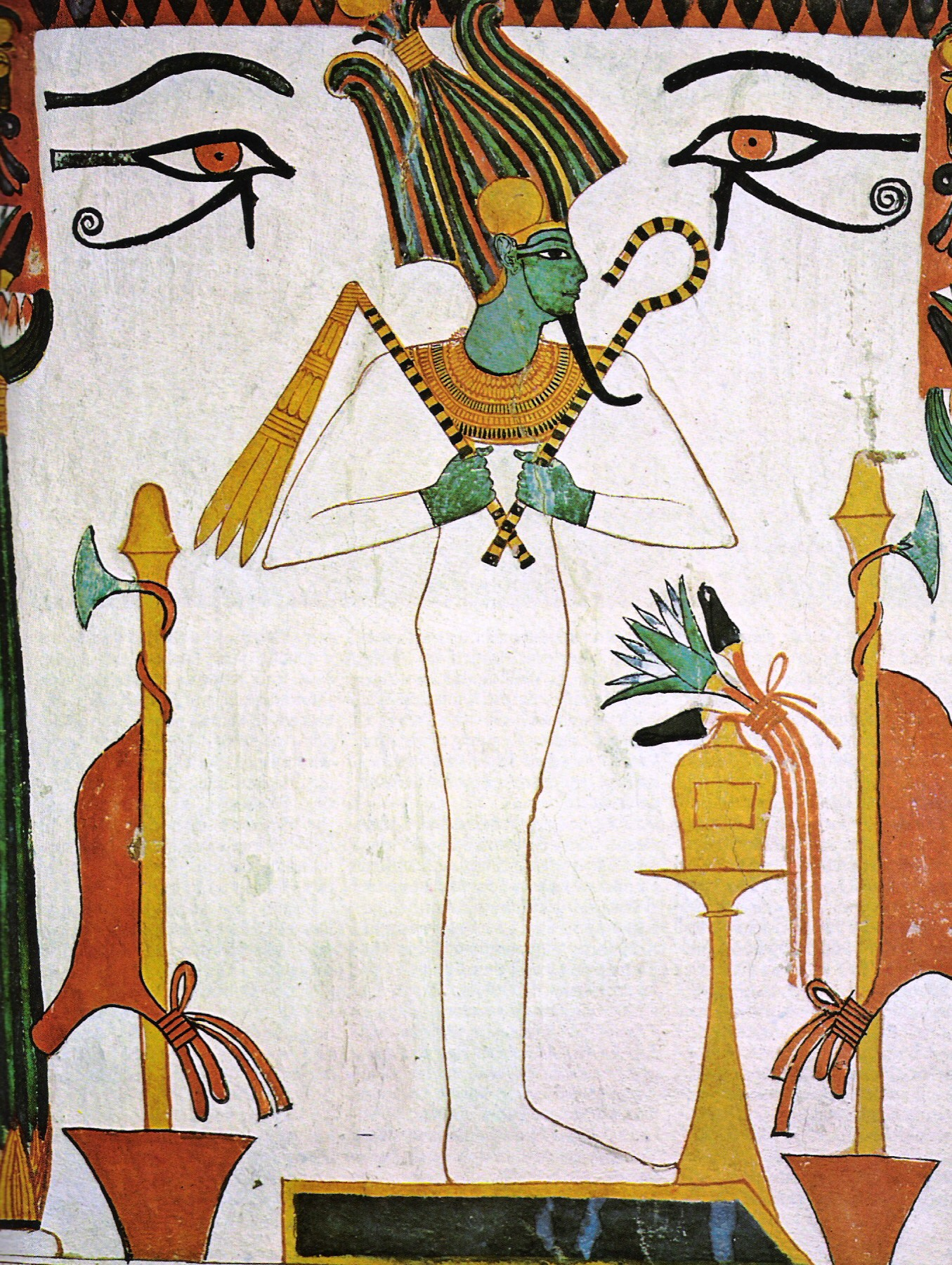
Dos imiuts flanqueando a Anubis en la tumba de Sennedyem.

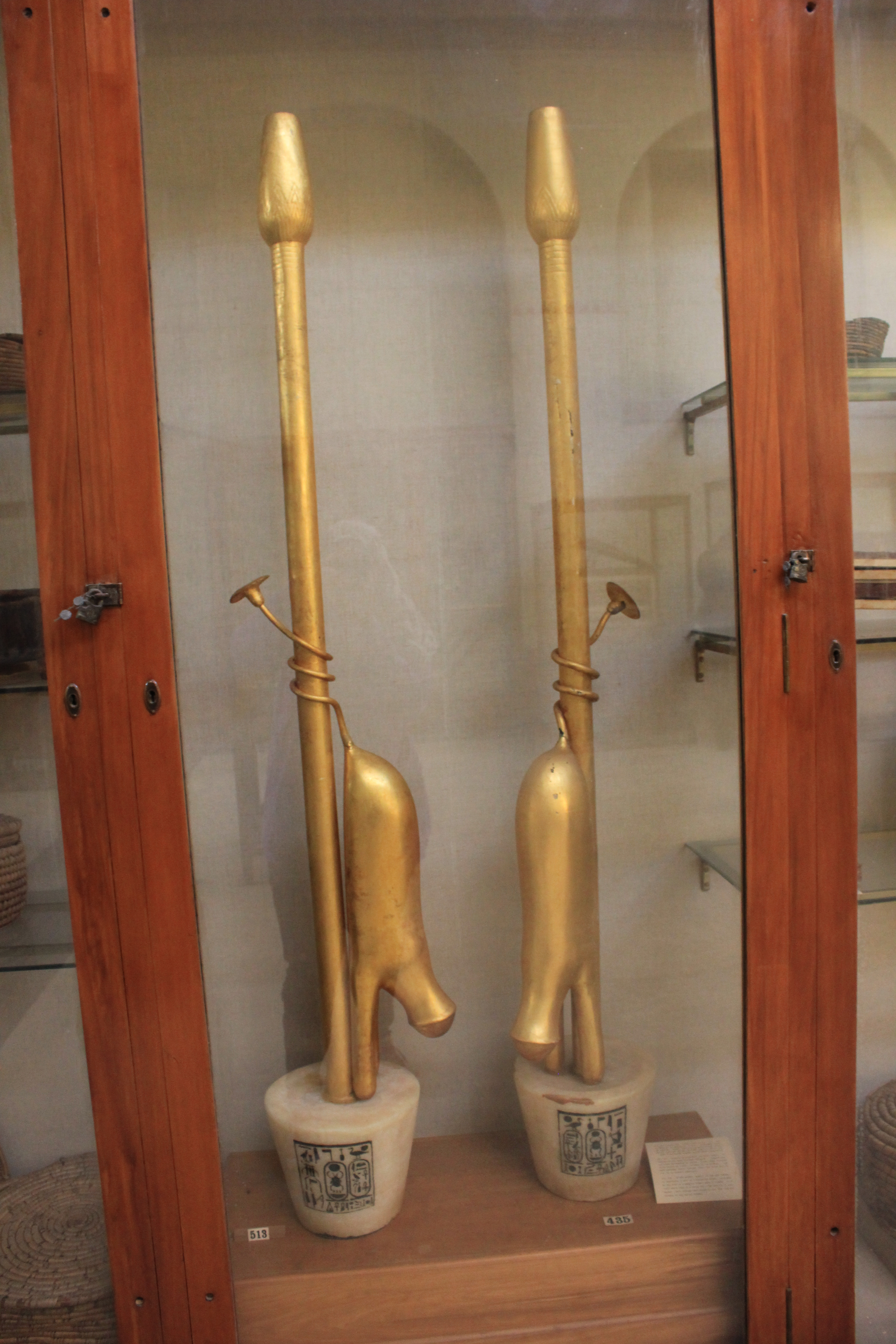
Fetiches imiuts en el Museo de El Cairo.

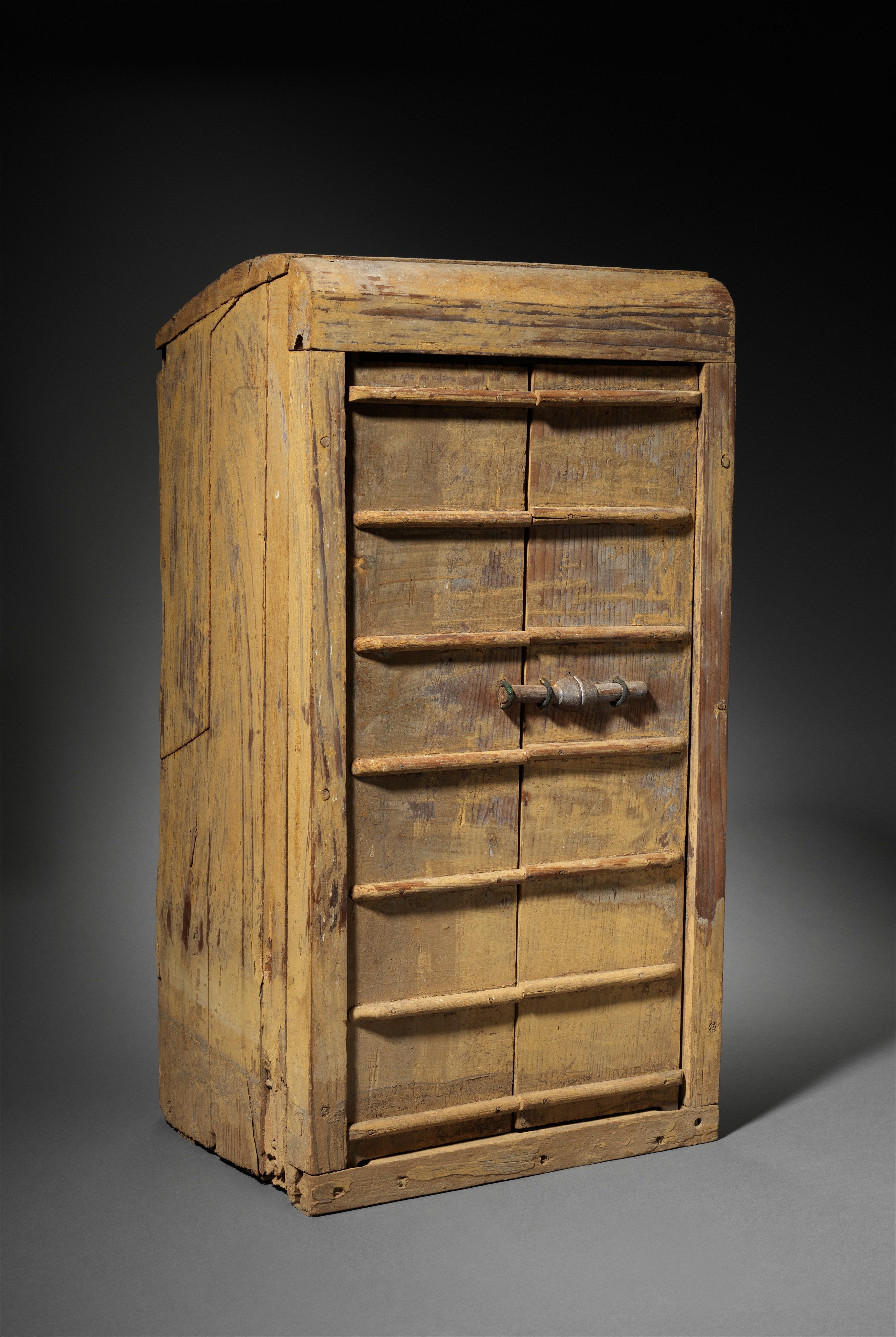
Santuario de madera para el fetiche de Anubis; Imperio Medio, durante el reinado de Amenemhat II.

El imiut (ímy-wt) es un fetiche o símbolo religioso del Antiguo Egipto, asociado con el embalsamamiento y los dioses Anubis e Imiut (absorbido más tarde por Anubis), que consistía en una piel de animal disecada rellena de lino, sin cabeza, usualmente de leopardo o toro, atada por la cola a un palo que terminaba en un capullo de loto y se introducía en una vasija.
Este objeto religioso estuvo presente en los ritos funerarios egipcios, al menos desde las primeras dinastías. Frecuentemente se representa por pares.

## Historia
La representación más antigua conocida del fetiche se encuentra en un asa de orejeta predinástica Naqada IIc-d, que parece mostrar el procedimiento por el que se extraían los intestinos de un ave de sacrificio y se ataban al fetiche. En la Dinastía I, el fetiche aparece en sellos y etiquetas durante los reinados de los reyes Hor-Aha, Dyer, Dyet y Den, donde el imiut se asocia con asesinatos rituales de prisioneros. Otro ejemplar hallado en 1914 por una expedición del Museo Metropolitano de Arte cerca de la pirámide de Senusret I (c. 1971-1928 a. C.) estaba situado en un santuario. Aparece también representado en la capilla de Anubis en Deir el-Bahari.
Existen representaciones del fetiche imiut en templos del Antiguo Egipto, y a veces se incluían modelos del mismo con el ajuar funerario, entre los que destacan los dos encontrados por Howard Carter en la cámara funeraria de Tutankamón. El fetiche se relacionó posteriormente con el dios Anubis y la momificación en torno a la Dinastía IV, por lo que a veces se le denomina fetiche de Anubis, sirviendo al tiempo como uno de los epítetos del dios. Se le utilizaba para restaurar y revitalizar a los muertos desplegando las cualidades positivas y las tareas del embalsamador Anubis.

## Significado
Logan sugiere que tiene su origen en un estandarte asociado a la realeza y la transición, un poste en el que se colgaban los intestinos de un animal sacrificado ritualmente. Esto lo relaciona con una etimología ímy-wt, "lo que está dentro", análoga a imyw, "tumor". En esta hipótesis, el nombre fue reanalizado posteriormente con referencia al embalsamamiento tras la asociación de esta con Anubis. El imiut debía de situarse en la sala de embalsamamiento para proporcionar protección e impedir que los genios malignos pudieran afectar al cuerpo del difunto.